# 長野克弘
長野 克弘（ながの かつひろ、1962年11月28日 - ）は、日本の俳優である。千葉県白井市出身。大学卒業後、文学座附属演劇研究所に入所、1993年に退団。2019年イギリス俳優組合（Equity UK)に加入。これまでも中国・韓国の映画やドラマに出演し活躍してきたが、海外での活動の場をさらに広げている。エフ・エム・ジー所属。身長166cm。

## 人物

### 来歴
- 1962年、千葉県白井市出身。幼少期を鹿児島県鹿屋市で過ごし、鹿屋市立鹿屋小学校に通っていた。
- 1986年、明治学院大学卒業後、文学座附属演劇研究所に入所。文学座の代表作『女の一生』に出演し、それを機に杉村春子の付き人を務めた。
- 1993年、太地喜和子主演『唐人お吉ものがたり』を最後に退団。
- 2000年、チアン・ウエン監督に大抜擢された中国映画『鬼が来た！』がカンヌ国際映画祭でグランプリを受賞し、香川照之、澤田謙也らと共にカンヌの赤絨毯を踏んでいる。これを機に日本のみならずアジア映画界での活動を着実に歩み始めた。
- 2006年、韓国で大ヒットしたドラマ『天国の階段』の完結編『天国の樹』、日韓合作ではパク・シネ氏の上司役で話題を集めた。また、俳優業の傍ら、総合学園ヒューマンアカデミーで演技科の講師として俳優の育成を行っている。
- 2022年、主演を務めた短編映画「あるAIの詩～宮古島の恋」（橋本総業）が第1回宮古島国際映画祭にノミネートされた。
- 2024年、ニューヨークタイムズ紙でベストセラー小説となった話題のドラマ『パチンコ-Pachinko』、待望のSeason2に日本人役（MASAO)で出演。撮影はトロントで行われた。
- 同年12月、千葉県白井市「しろいふるさと大使」に就任。

## 出演

### 映画
- メッセンジャー（1999年）- 印刷工場社長 役
- 鬼が来た!（2002年）- 丸山通信兵 役
- 座頭市（2003年）- 番頭 役
- MAKOTO（2005年）
- 戦国自衛隊1549（2005年）
- 力道山（2006年）- ハゲ記者 役
- ドリーム・クルーズ（2007年）
- 全然大丈夫（2008年）- 大田原義司 役
- Beauty うつくしいもの（2008年)
- ララピポ（2009年)
- なくもんか（2009年）
- レイン・フォール/雨の牙（2009年）
- ゴールデンスランバー（2010年）
- 裁判長!ここは懲役4年でどうすか（2010年）- 被害者の父 役
- サビ男サビ女（2011年）
- Cheerfu11y（2011年）- 勘吉 役
- テルマエ・ロマエ（2012年） - 銭湯にいる中年 役
- 謝罪の王様（2013年）
- 麦子さんと（2013年）
- 鬼灯さん家のアネキ（2014年）- 神主 役
- 最後の命（2014年）
- 予告犯（2015年）- 親方風の男 役
- すけ坊（2015年）
- 残穢（2016年1月）- 高野トシエの夫 役
- アイアムアヒーロー（2016年）- ZQN 役
- お嬢さん（2017年）- 住職 役
- 半端（2018年）
- 音量を上げろタコ！なに歌ってんのか全然わかんねぇんだよ！！（2018年）
- サムライマラソン（2019年）- 関所伴頭・村田 役
- るろうに剣心最終章THE Beginning（2021年）
- 大怪獣のあとしまつ（2022年）- 山根専寿 役
- コンビニエンス・ストーリー（2022年）- 番頭 役
- 雪の花-ともに在りて-(2025年)-利吉　役

### テレビドラマ
- 土曜ドラマ（NHK総合)
  - 新十津川物語（1991年）- 花田茂男（少年時代） 役
  - 涙たたえて微笑せよ（1995年）
- 金曜時代劇（NHK総合）
  - 十時半睡事件帖（1994年）- 中原伊三郎 役
  - とおりゃんせ～深川人情澪通り（1995年）
- わたしは貝になりたい（1994年、TBS)
- 大河ドラマ（NHK総合）
  - 八代将軍吉宗（1995年）
  - 元禄繚乱（1999年）
  - 八重の桜（2013年）
  - 花燃ゆ（2015年）
- DAYS（1998年、月9、フジテレビ)
- 35歳・夢の途中（1998年、NHK総合 NHKドラマ館)
- 救命病棟24時（1999年、フジテレビ）
- さわやか3組 足利市編（2001年、NHK教育）- 父親 役
- 中学生日記（2004年、NHK名古屋）
- 乱歩R（2004年、日本テレビ）
- 天国の樹（2006年、韓国SBS / フジテレビ）- 杉山透 役
- さば（2008年、フジテレビ）
- 警官の血（2008年、テレビ朝日）- 安達哲夫 役
- 白い春（2009年、フジテレビ）
- 大魔神カノン（2009年、テレビ東京）
- 素直になれなくて（2010年、木10、フジテレビ）
- 水戸黄門第41部 第6話（2010年、TBS・C.A.L.）- 小野一馬 役
- ウルトラゾーン（2012年、チバテレビ)
- 東京特許許可局 5話（2014年、NHK Eテレ）- 社長 役
- 刑事7人（2015年、テレビ朝日）
- 念力家族 season2 第1話（2016年、NHK Eテレ）- 校長先生 役
- 連続テレビ小説 とと姉ちゃん 第71話（2016年、NHK総合） - 医師 役
- 相棒（テレビ朝日） 
  - 相棒 Season11（2012年）-  ホームレス・増山伊都夫 役
  - 相棒 Season15（2017年）-  日雇い労働者・ヤス 役
- あなたのことはそれほど（2017年、TBS） - 和田悟 役
- アシガール（2017年、NHK総合）
- 宮本から君へ 第10話（2018年、テレビ東京） - 辻 役
- この世界の片隅に（2018年、TBS）- 刈谷三郎 役
- 庶務行員 多加賀主水が悪を断つ（2019年、テレビ朝日）-玄田浩一
- 居酒屋兆治（2020年、NHK BSプレミアム）- 沢井 役
- 珈琲いかがでしょう 第3話（2021年、テレビ東京） - 潮 役
- ボクの殺意が恋をした　第1話（2021年、日本テレビ）- 校長 役
- 赤いナースコール（2022年、テレビ東京）- 宇多川悟 役
- 持続可能な恋ですか? 第4・10話（2022年、TBS）- 河野博人 役
- ハヤブサ消防団 第3話（2023年、テレビ朝日）- 町役場の職員 役
- アトムの童 第6話（2022年、TBS）-教頭役
- うちの弁護士は手がかかる 第8話（2023年、フジテレビ） - 医師 役
- マウンテンドクター 第6話（2024年、フジテレビ） - 内科医 役
- 誰かがこの町で　第2話　(2024年、WOWOW)-清水役
- 風のふく島 第5話（2025年2月8日、テレビ東京） - 藤棚 役[1]
- 相続探偵 第6話（2025年3月1日、日本テレビ） - 小松 役

### WEB
- パチンコ PACHINKO Season2（2024年、Apple TV+）- 日本人・MASAO　役
- 緊急事態宣言「ボトルメール」（監督・三木聡、2020年8月28日、Amazonプライム・ビデオより配信）
- チェイス 第1章３話（監督・川村直紀2018年、Amazonプライム・ビデオ）
- 高梨さん（2013年、ワンセグ2）
- 裁判長!トイレ行ってきていいすか（2010年、監督・塩崎遵）
- バッテリー/ムービーいろいろ（2008年、監督・丹下紘希）

### CM
- ジャパネット「ジャパネット 春の下取り祭」(2025年)
- ノッタくんと野田さん (2022年）
- KEIRIN 怪人横文字男爵編 （2019年）
- KEIRIN 突然の人事編 （2018年）
- NHK バッテリ-
- VISA カード
- docomo
- ヤマキ 海鮮丼のタレ
- キリン ラガービール
- JT キャビン・ウルトラマイルド

### ラジオドラマ
- あ、安倍礼司（TOKYO FM）
- ラジオ ディズニーアドベンチャー・オブ・サウンドランド（TOKYO FM)
- 太陽通り（NHK FM)

### 舞台
- しみじみ日本・乃木大将
- 阿国
- 女の一生
- あわれ彼女は娼婦
- 薔薇と棺桶